# Réserve indienne Miccosukee
La Réserve indienne Miccosukee (en anglais: Miccosukee Indian Reservation) est la patrie de la tribu des Mikasukis, l'un des peuples premiers des États-Unis. Elle est divisée en trois sections sur deux comtés du sud de la Floride.
La plus grande section est connue sous le nom d'Alligator Alley Reservation, située à l'extrême ouest du comté de Broward, à sa frontière avec le comté de Collier. Sa superficie est de 329,076 km2 et une population de 8 habitants selon l'American Community Survey.
Sa seconde section est la Tamiami Trail Reservation, située à 64 km à l'ouest de Miami, sur la Tamiami Trail (U.S Highway 41, ou Southwest 8th Street), au point où le canal Tamiami s'incurve vers le nord-ouest, à l'ouest du comté de Miami-Dade. Bien que cette section soit plus petite que celle de l'Alligator Alley, elle est le centre opérationnel de la tribu. Sa superficie est de 2,884 km2.
La plus petite section est la Krome Avenue Reservation, située à l'est de la section de la Tamiami Trail, plus proche de Miami. Elle se trouve à l'intersection de la Tamiami Trail et de la Krome Avenue. Cette section n'a qu'une surface de 0,222 7 km2, elle abrite le Miccosukee Resort & Casino.
La réserve indienne de Big Cypress est adjacente au côté nord de la plus grande section de la réserve indienne Miccosukee.